# Sorindeia
Sorindeia là một chi thực vật thuộc họ Anacardiaceae.
Bao gồm các loài:
- Sorindeia calantha, Mildbr.